# Куросава, Акира
Аки́ра Куроса́ва (яп. 黒澤 明 Куросава Акира, 23 марта 1910 года, Токио — 6 сентября 1998 года, там же) — японский кинорежиссёр, сценарист и продюсер. Считается одним из самых влиятельных кинорежиссёров за всю историю кино. В течение 57 лет своей творческой деятельности создал 30 фильмов. В первую очередь прославился самурайскими фильмами «Расёмон», «Семь самураев», «Трон в крови», «Три негодяя в скрытой крепости», дилогия о ронине Сандзюро («Телохранитель» и «Отважный самурай»), «Тень воина» и «Ран».
Куросава по праву считается классиком японского кино, чьё творчество оказало огромное влияние не только на национальный, но и на мировой кинематограф, 6 его фильмов входят в 250 лучших фильмов по версии IMDb. Его творчеством восторгались многие режиссёры, среди которых Андрей Тарковский, Джордж Лукас, Федерико Феллини и др. За рубежом пользовался большей популярностью, чем у себя на родине.

## Биография и фильмы

### Ранние годы
Акира Куросава был самым младшим из восьми детей в семье Исаму и Симы Куросавы. Родился Акира в Токио 23 марта 1910 года. В раннем детстве он обнаружил склонность к занятию искусством. Результатом его достижений в живописи была написанная им картина «Сэйбуцу», принятая на выставку «Ника-тэн» в 1928 году. Не сумев поступить в колледж, Куросава, когда ему уже было за 20 лет, решил заняться кино, начав работать ассистентом режиссёра Кадзиро Ямамото на престижной японской кинофирме PCL (Photo Chemical Laboratories), впоследствии известной как Toho Studios).

### Первые фильмы
Через семь лет работы ассистентом режиссёра Куросава впервые получил возможность участвовать в создании фильма более основательно — для картины «Гений дзюдо» (яп. 姿三四郎 Сугата Сансиро:, 1943) сценарий он написал сам. Фильм рассказывал о развитии дзюдо в Японии в конце XIX века. Затем последовали ещё десять фильмов, в том числе «Самые красивые» (яп. 一番美しく Итибан уцукусику, 1944), «Гений дзюдо II» (яп. 續姿三四郎 Дзоку Сугата Сансиро:, 1945) и «Пьяный ангел» (яп. 醉いどれ天使 Ёидорэ тэнси, 1948). Это была первая совместная работа Куросавы с молодым актёром Тосиро Мифунэ. Именно с этого фильма началось многолетнее сотрудничество режиссёра и актёра, таким образом Мифунэ снялся во многих фильмах Акиры Куросавы.

### «Расёмон»
Куросава получил международную известность и признание после выхода в 1950 году на экран фильма «Расёмон» (яп. 羅生門 Расё:мон, в ролях Тосиро Мифунэ и Симура Такаси), поставленного по рассказам классика новой японской литературы Рюноскэ Акутагавы «Ворота Расёмон» и «В чаще», снятого в жанре «дзидайгэки» (фильмы о воинах феодальной Японии — самураях). Оценки критиков во всём мире были более чем доброжелательные. О появлении Куросавы на международном экране было заявлено триумфом этого фильма на кинофестивале в Венеции, где фильм был удостоен главного приза «Золотой лев» (первый в истории фильм не из Европы, получивший этот приз) и специальной премии «Оскар» на церемонии 1952 года за лучший иностранный фильм года. Этот фильм, тщательно спланированный и наполненный философским смыслом, переносит зрителя одновременно и в прошлое, и в будущее, рассказывает о насилии и убийстве в феодальной Японии с четырёх абсолютно разных точек зрения.

### «Идиот»
В 1951 году Куросава снимает второй фильм для японской киностудии Shochiku (первым был фильм «Скандал»). Фильмом стала одноимённая японская киноадаптация романа Фёдора Достоевского «Идиот». Оригинальная версия фильма должна была состоять из двух частей и продолжаться 265 минут экранного времени. Фильм полностью снимался в студии (в связи с пожеланием режиссёра). Но после съёмок студия посчитала фильм слишком длинным и заставила режиссёра перемонтировать и сократить фильм до 166 минут.
Позже Акира Куросава говорил о фильме:
Из всех фильмов, которые я снимал, чаще всего мне писали об этом… …Я хотел сделать «Идиота» задолго до «Расёмона». С раннего возраста я полюбил русскую литературу, но я понял, что Достоевский лучший, и я долго думал о том, что можно сделать из этой книги замечательный фильм. Достоевский всё ещё остаётся моим любимым писателем, и он единственный — как я считаю — кто правдиво писал о человеческом существовании.

### «Жить»
В 1952 году Куросава выпускает на экраны философскую драму «Жить», создавая которую, он вдохновлялся повестью Л. Н. Толстого «Смерть Ивана Ильича». Сюжет повествует о токийском бюрократе, который узнаёт о своей смертельной болезни, и его последней цели в жизни. Фильм был хорошо принят публикой и критикой и до сих пор остаётся одним из лучших драматических фильмов в истории. После конца съёмок фильм получил премию «Золотого волка» в 1953 году.
В 2007 году был снят ремейк фильма «Жить» и 9 сентября 2007 года показан по телевидению TV Asahi. Авторы фильма-ремейка действие фильма перенесли в 2007 год и изменили сюжетную линию.

### «Семь самураев»
В то время как «Расёмон» был проникнут ощущением восточного мистицизма, следующий международный хит — «Семь самураев» (яп. 七人の侍 Ситинин но самурай, 1954) свидетельствовал об увлечении кинорежиссёра западным обществом и его культурой. В действительности одним из великих достижений Куросавы в 1950-х годах была разработка стиля создания фильмов, стирающих границы использования традиций восточной и западной культур, и сочетание элементов высокой и популярной культур. В частности, источником вдохновения стала для него западная литература.
Фильм появился во многом потому, что Акира Куросава очень хотел попробовать себя в популярном в Японии жанре «дзидайгэки», причём сделать его одновременно и глубоким по смыслу, и увлекательным по форме. Первоначально он хотел сделать фильм-притчу об одном дне жизни самурая, проследить все поступки героя вплоть до вечера, когда герой должен был совершить ритуальное самоубийство. В итоге Куросава не решился взяться за такой материал, считая, что недостаточно хорошо знает необходимые нюансы. Однако в ходе работы над этим сюжетом он набрёл на случай, когда деревня, принадлежавшая одному из убитых феодалов, наняла нескольких ронинов для защиты от разбойников, и решил положить в основу фильма именно эту историю. При подготовке к съёмкам Куросава написал подробные биографии и описания каждого значительного героя фильма — какую одежду он носит, как говорит, какую пищу предпочитает и так далее.

### «Я живу в страхе»
В 1955 году, после успеха последних фильмов, Куросава снимает антивоенную драму «Я живу в страхе». Сценарий к фильму писал Куросава совместно с Синобу Хасимото, Хидэо Огуни и Фумио Хаясакой. В главных ролях снялись Такаси Симура и Тосиро Мифунэ, которые до этого неоднократно снимались у Куросавы.

### «Трон в крови»
Новая картина вышла в 1957 году, историко-философская драма по мотивам «Макбета» Уильяма Шекспира под названием «Трон в крови». Куросава задумал фильм по мотивам «Макбета» ещё в конце 1940-х и планировал снимать его после выхода «Расёмона», однако в 1948 году вышел в прокат «Макбет» Орсона Уэллса и Куросава решил отложить постановку на несколько лет.
Сюжет фильма не сильно уходит от событийного ряда трагедии Шекспира. При этом главный герой Васидзу Такэтоки (роль которого исполняет Тосиро Мифунэ) выступает не таким отрицательным персонажем, как Макбет, в то же время его жена Асадзи (которую играет Исудзу Ямада) вызывает более негативные эмоции, чем Леди Макбет.
Художественные средства картины были в значительной степени обогащены влиянием традиции театра но, что отразилось как во внешней стилизации, проработке сцен и характеров, так и в актёрской игре. Для погружения в образ главных героев Куросава попросил Тосиро Мифунэ и Исудзу Ямаду изучить фотографии масок театра но, отображавших соответствующие архетипы, чтобы актёры ощутили жизнь этих масок и слились с ними в своей игре.

### «На дне»
В том же году, после выпуска фильма «Трон в крови», Куросава снял одноимённую экранизацию пьесы Максима Горького «На дне», действие которой перенесено в Японию эпохи Эдо. Фильм вышел на экраны 17 сентября 1957 года. Замена реалий царской России на реалии феодальной Японии — практически единственная вольность, которую позволил себе Куросава при переработке пьесы; в остальном фильм почти везде дословно верен тексту первоисточника. По мнению Дональда Ричи, наиболее принципиальным новшеством постановки является режиссёрская трактовка: Куросава поставил фильм не в трагической, а в гораздо более иронической интонации, придав социальной драме сатирический оттенок.

### «Три негодяя в скрытой крепости»
После экранизации пьесы Горького Куросава пишет сценарий и снимает художественный фильм «Три негодяя в скрытой крепости». Фильм стал его первой работой, снятой в широкоэкранном формате ТохоСкоп, который он продолжил использовать в нескольких последующих фильмах.
Джордж Лукас отметил влияние фильма «Три негодяя в скрытой крепости» на построение сюжета цикла «Звёздные войны» (в частности, указывал на параллель между парой роботов C-3PO и R2-D2 и крестьянами Тахэем и Матасити), а в 2008 году в Японии вышел на экраны ремейк этого фильма под названием «Последняя принцесса».

### «Плохие спят спокойно»
В 1960 году на экраны выходит один из самых социально острых фильмов Куросавы — «Плохие спят спокойно». Главную роль юноши, мстящего за смерть своего отца, исполняет Тосиро Мифунэ. Молодой человек Коити Ниси жаждет отомстить за смерть отца, которого принудил к самоубийству вице-президент крупной земельной компании. Ради того, чтобы посадить в тюрьму соучастников преступления, Ниси использует чужие документы (Ниси — его ненастоящее имя), нанимается секретарём в ту самую компанию, входит в доверие к вице-президенту Ивабути и сыну Ивабути, даже женится на его дочери Ёсико. Сюжет фильма отдаленно напоминает «Гамлета» Шекспира. Однако Виктор Распопин пишет, что, если фильм и относится к «Гамлету», то «скорее уж выворачивая шекспирову проблематику наизнанку, ибо сила Гамлета — в его слабости, а сила Ниси — в злости, пока она у него не иссякла».

### «Телохранитель»
Фильм «Телохранитель», снятый Куросавой в 1961 году, представляет собой достоверную костюмно-историческую картину, действие которой происходит в Японии в середине XIX века, незадолго до революции Мэйдзи. В маленьком городке два бандитских клана терроризируют местных жителей. Бродяга-самурай (ронин), представившийся именем Кувабатакэ Сандзюро (роль исполняет Тосиро Мифунэ), с помощью меча, хитрости и интриги сталкивает между собой обе банды и таким образом заставляет их уничтожать друг друга. Он убивает оставшихся в живых и одержавших верх участников одной из банд. Спокойствие в городке восстановлено, и самурай покидает его. Сюжет фильма является адаптацией двух детективных романов Дэшиела Хэммета: «Стеклянный ключ» (1931; существует одноимённая экранизация) и «Кровавая жатва» (1929).
Итальянский вестерн Серджио Леоне «За пригоршню долларов» (1964) повторяет сюжет «Телохранителя». Кроме сюжета, Леоне позаимствовал у Куросавы многие приёмы съёмки. В результате судебного иска за нарушение авторских прав создатели ремейка были вынуждены выплатить Куросаве 100 тысяч долларов и 15 % сборов от проката фильма, а также уступить права на прокат в Японии, Южной Корее и на Тайване.
Фильм «Герой-одиночка» с Брюсом Уиллисом в главной роли также повторяет сюжет «Телохранителя», но адаптирован под гангстерский боевик времен «сухого закона».

### «Отважный самурай»
«Отважный самурай» — фильм производства 1962 года, режиссёром выступил Акира Куросава, утвердивший себя в предыдущих своих фильмах. Тосиро Мифунэ играет видавшего виды самурая, который приходит на помощь группе молодых, напористых, но в то же время неуверенных в себе воинов. Он помогает подавить злобу и противоречия в их собственном клане и тем самым меняет их устоявшиеся представления об истинном самурае.

### Экранизации литературных произведений
В результате увлечения Куросавы литературой он снял несколько фильмов по литературным произведениям: по роману Дэшила Хаммета «Кровавая жатва» («Телохранитель», 1961 год), Достоевского «Идиот» (1951 год), пьесе Горького «На дне» (1957 год). Трагедии Шекспира «Макбет» и «Король Лир» послужили толчком для создания фильмов о самураях «Трон в крови» (1957 год) и «Ран» (1985 год).

### Тяжёлые времена
Прославившись на Западе как мастер композиции и развития сюжета, Куросава тем не менее не был столь же высоко почитаем в своей родной стране. Самое тяжёлое время наступило для него в начале 1970-х годов, когда после трудностей с финансированием его проектов и провала фильма «Под стук трамвайных колёс» (яп. どですかでん До-дэсу-ка-дэн, 1970) он попытался покончить с собой.

### «Дерсу Узала»
«Дерсу Узала» (яп. デルス・ウザーラ Дэрусу Удза:ра) — советско-японский художественный фильм Акиры Куросавы, созданный в 1975 году на студии «Мосфильм» по мотивам произведений В. К. Арсеньева. Первый фильм режиссёра не на японском языке и в то же время единственный, снятый им на широкоформатной плёнке 70 мм.
Сюжет фильма основан на книгах «По Уссурийскому краю» и «Дерсу Узала» учёного и писателя, известного путешественника и исследователя Дальнего Востока Владимира Арсеньева, и повествует о его путешествиях по Уссурийскому краю и дружбе с таёжным охотником Дерсу Узала, чьи необыкновенные личные качества восхищали Арсеньева. Их путешествия по Уссурийской тайге, полные опасных приключений, составляют сюжетную основу фильма, однако смысл повествования выходит далеко за рамки сюжета.
Фильм удостоился главного приза на московском кинофестивале в 1975 году и премии «Оскар» Академии кинематографических искусств и наук, а также множества других наград разных стран. Согласно результатам различных опросов, фильм часто присутствует в списках величайших фильмов, снятых за всю историю кино.

### Последние фильмы
С этого времени новые фильмы Куросавы выходили с большими перерывами, но принимались очень хорошо. «Тень воина» (яп. 影武者, 1980) и «Ран» (яп. 乱, 1985) стали эффектными и в то же время глубокими самурайскими эпопеями. Более поздние произведения: фильм «Сны» (яп. 夢 Юмэ, 1990) имеет изысканный видеоряд и состоит из восьми небольших новелл, затрагивающих взаимоотношения человека с окружающим миром, и фильм «Августовская рапсодия» (яп. 八月の狂詩曲 Хатигацу но рапусоди, 1991), который посвящён теме памяти об атомной бомбардировке Нагасаки и отношению разных поколений к этому событию.

### «Ещё нет»
В 1993 году Куросава снял свой последний фильм — «Ещё нет» (яп. まあだだよ Ма:да да ё). Фильм переносит зрителя во времена Второй мировой войны и рассказывает о нравственной ответственности и связи поколений. Сюжет фильма основан на жизни японского профессора, академика и писателя Хяккэна Утиды (1889—1971 гг.) и завязан на отношениях студентов и их бывшего преподавателя.
В начале фильма профессор немецкого языка принимает решение оставить преподавание, чтобы целиком сосредоточиться на занятии литературой, так как его книги начали приносить доход. Как он сам признаётся, ему нравится преподавать, но «за двумя зайцами погонишься — ни одного не поймаешь». Это происходит незадолго до начала Второй мировой войны. Основной темой фильма являются его отношения с бывшими учениками, которые продолжают о нём заботиться, считая его «чистым золотом — настоящим профессором». Профессор терпит череду неудач, из которых ему помогают выбраться только его бывшие студенты. Более того, они организуют ежегодный праздник «Ещё нет», посвящённый дню рождения профессора. Название праздника означает, что профессор всё ещё жив и не готов уйти в мир иной, и содержит аллюзию на игру в прятки.

### Смерть
Последней работой Куросавы был сценарий к фильму, снятому его учеником и близким другом Такаси Коидзуми, «После дождя» (яп. 雨あがる Амэ агару). В этом проекте Акира Куросава выступал и в качестве сопродюсера. Сценарий был основан на одноимённой короткой повести Сюгоро Ямамото.
Куросава скончался 6 сентября 1998 года от инсульта в токийском районе Сэтагая в возрасте 88 лет. Похоронен в Камакуре при храме Анъё-ин.

### Семья
Супруга Ёко Ягути (27 августа 1921 — 1 февраля 1985), актриса. Имел двоих детей, сына и дочь, а также внуков.

## Награды
- Орден Культуры (1981).
- Кавалер ордена Почётного легиона (Франция).
- Командор ордена искусств и литературы (1985, Франция).
- Кавалер Большого креста ордена «За заслуги перед Итальянской Республикой» (28 февраля 1986 года, Италия)[13].
- Великий офицер ордена «За заслуги перед Итальянской Республикой» (23 июня 1981 года, Италия)[14].
- Орден Дружбы народов (12 марта 1991 года, СССР) — за большой личный вклад в развитие культурных связей между Советским Союзом и Японией[15].
- Премия Асахи (1965).
- Премия Рамона Магсайсая (1965).
- Азиатская премия культуры Фукуока (1990).
- Императорская премия (1992).
- В 1994 году Куросава был удостоен премии Киото.
- Почётный гражданин Токио (1996).
- С 2004 года на Токийском международном кинофестивале учреждена премия его имени, вручаемая кинорежиссёрам за создание картин, «наполненных гуманизмом».

## Культурное влияние
Фильмы Куросавы также оказали огромное влияние на западное кино, особенно на истинно американский жанр — вестерн. Например, американский фильм «Великолепная семёрка», в которой снимались многие звёзды мирового кино, был переработкой «Семи самураев», а первый спагетти-вестерн Серджо Леоне, созданный при сотрудничестве с Клинтом Иствудом, «За пригоршню долларов» был не только сделан на основе «Телохранителя», но временами просто кадр за кадром повторял его. Даже фильмы 1990-х годов, рассказывающие о периоде Великой депрессии и гангстерах, такие как «Перекрёсток Миллера» и «Герой-одиночка», созданные на основе произведений Д. Хэммета, временами напоминают о том, что визуальным воздействием, структурой и тематикой они обязаны оригинальным фильмам гениального японского режиссёра. В 1964 году шедевр Куросавы «Расёмон» был взят за основу голливудского фильма «Надругательство». В более поздние годы жизни Куросава дружил с такими американскими кинодеятелями, как Мартин Скорсезе, который сыграл Винсента ван Гога в его фильме «Сны Акиры Куросавы», и Стивен Спилберг.
С 20 по 22 июня 2010 года в рамках XXXII Московского международного кинофестиваля была проведена международная научная конференция «Наследие Акиры Куросавы в контексте российской и мировой культуры», посвящённая столетию со дня рождения Акиры Куросавы.

## Фильмография
| Год  |   | Русское название               | Оригинальное название             | Роль      |
| ---- | - | ------------------------------ | --------------------------------- | --------- |
| 1943 | ф | Гений дзюдо                    | 姿三四郎                          | режиссёр  |
| 1944 | ф | Самые красивые                 | 一番美しく                        | режиссёр  |
| 1945 | ф | Гений дзюдо II                 | 續姿三四郎                        | режиссёр  |
| 1945 | ф | Идущие по хвосту тигра         | 虎の尾を踏む男達                  | режиссёр  |
| 1946 | ф | Творящие завтрашний день       | 明日を作る人々                    | режиссёр  |
| 1946 | ф | Без сожалений о нашей юности   | わが青春に悔なし                  | режиссёр  |
| 1947 | ф | Одно прекрасное воскресенье    | 素晴らしき日曜日                  | режиссёр  |
| 1948 | ф | Пьяный ангел                   | 酔いどれ天使                      | режиссёр  |
| 1949 | ф | Тихая дуэль                    | 静かなる決闘                      | режиссёр  |
| 1949 | ф | Бездомный пёс                  | 野良犬                            | режиссёр  |
| 1950 | ф | Скандал                        | 醜聞                              | режиссёр  |
| 1950 | ф | Расёмон                        | 羅生門                            | режиссёр  |
| 1951 | ф | Идиот                          | 白痴                              | режиссёр  |
| 1952 | ф | Жить                           | 生きる                            | режиссёр  |
| 1954 | ф | Семь самураев                  | 七人の侍                          | режиссёр  |
| 1955 | ф | Я живу в страхе                | 生きものの記録                    | режиссёр  |
| 1957 | ф | Трон в крови                   | 蜘蛛巣城                          | режиссёр  |
| 1957 | ф | На дне                         | どん底                            | режиссёр  |
| 1957 | ф | Триста миль в тылу врага       | 日露戦争勝利の秘史 敵中横断三百里 | сценарист |
| 1958 | ф | Три негодяя в скрытой крепости | 隠し砦の三悪人                    | режиссёр  |
| 1960 | ф | Плохие спят спокойно           | 悪い奴ほどよく眠る                | режиссёр  |
| 1961 | ф | Телохранитель                  | 用心棒                            | режиссёр  |
| 1962 | ф | Отважный самурай               | 椿三十郎                          | режиссёр  |
| 1963 | ф | Рай и ад                       | 天国と地獄                        | режиссёр  |
| 1965 | ф | Красная борода                 | 赤ひげ                            | режиссёр  |
| 1970 | ф | Под стук трамвайных колёс      | どですかでん                      | режиссёр  |
| 1975 | ф | Дерсу Узала                    | デルス・ウザーラ                  | режиссёр  |
| 1980 | ф | Тень воина                     | 影武者                            | режиссёр  |
| 1985 | ф | Ран                            | 乱                                | режиссёр  |
| 1990 | ф | Сны                            | 夢                                | режиссёр  |
| 1991 | ф | Августовская рапсодия          | 八月の狂詩曲                      | режиссёр  |
| 1993 | ф | Ещё нет                        | まあだだよ                        | режиссёр  |